# Serapeion

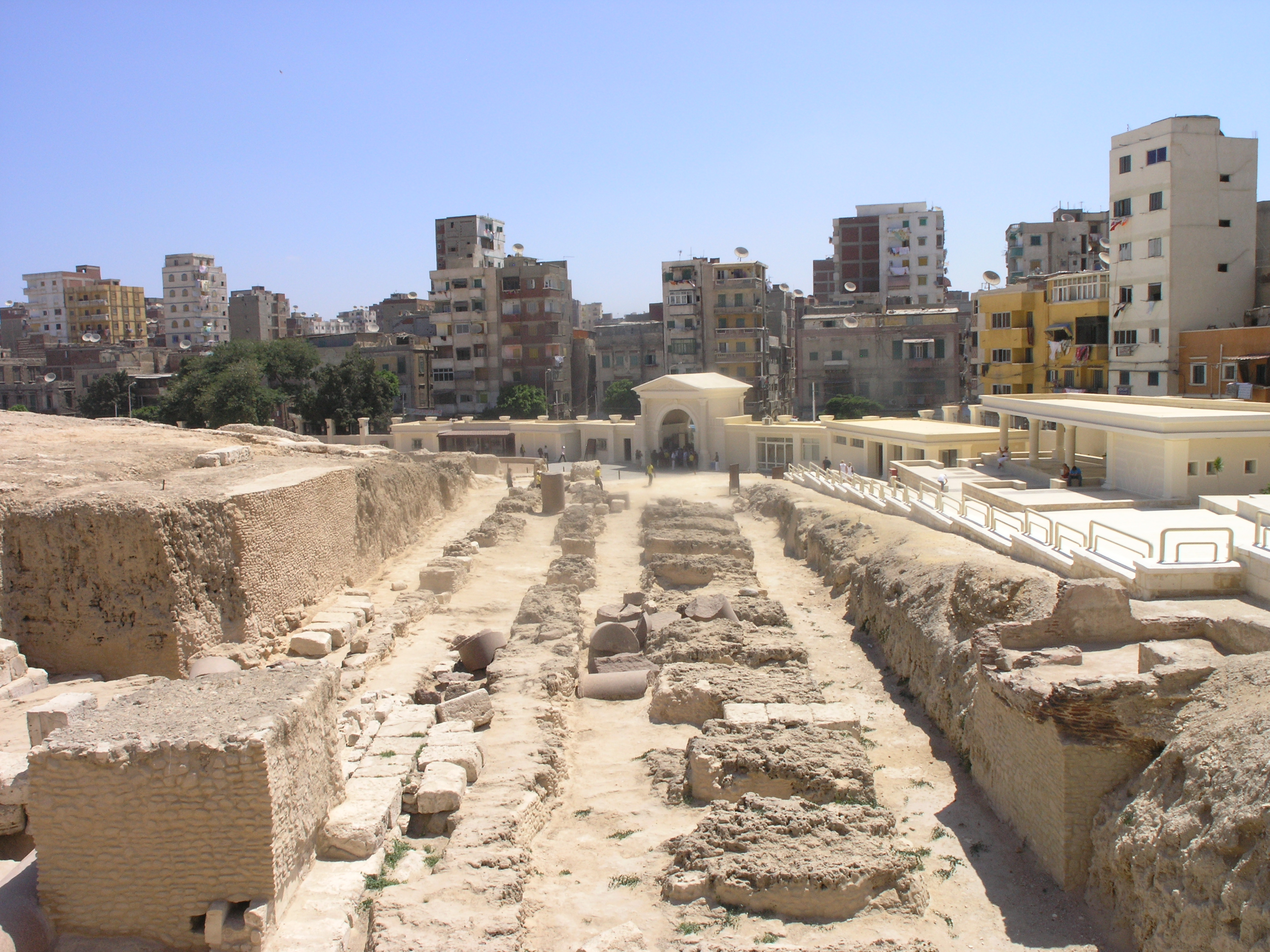
Lämningar av Serapeum i Alexandria.

Serapeion (grekiska alternativt latin: Serapium eller Akropolis) var ett tempel i den västra stadsdelen Rhakotis i gamla Alexandria i Egypten.
Templet var ett av flera tempel helgade åt den egyptiske guden Serapis. I templet fanns en del av biblioteket i Alexandria och var oskadat då Julius Caesar intog Alexandria; bibliotekets samlingar i Museion i östra staden förstördes år 48–47 f.Kr. Senare skänkte Marcus Antonius till sin hustru Kleopatra VII volymerna från det av romarna erövrade biblioteket i Pergamon (den tidens näst största bibliotek, även det mycket innehållsrikt) och dessa förvarades i Serapeion.
Flera historiker anser att Serapeion-templet förstördes år 389 e.Kr. på initiativ av den kristne ärkebiskopen i Alexandria,  Theofilos som utverkat tillstånd av kejsar Theodosius den store under förföljelserna mot hedningarna.
Serapeion var ett namn för de tempel som uppfördes åt guden Serapis, och det fanns flera helgedomar med detta namn. Det fanns ett annat berömt Serapis-tempel i Memfis.